# Geropótamos (rivière)
Ne doit pas être confondu avec l’ancien dème de Geropótamos.
Le Geropótamos (en grec moderne : Γεροπόταμος ou Ιερός Ποταμός) est un fleuve du sud de la Crète en Grèce.  
Son réseau de drainage est de 553 km2. 
Il s'élève sur le versant nord des monts d'Asterousia, près du village de Stérnes. Il coule vers l'ouest à travers la plaine de la Messará et se jette dans la mer de Libye près de Tymbáki.

## Archéologie
Ce fleuve était une source d'approvisionnement en eau pour l'ancienne colonie minoenne de Phaistos. Le Geropótamos a été fortement détourné par les Minoens en raison de l'intensité de leur agriculture, et ce, depuis l'âge du bronze à Phaistos. Les scientifiques ont déterminé que le bassin versant souterrain a peut-être été surexploité à un certain moment de l'âge du bronze, ce qui a pu contribuer au mystérieux dépeuplement de Phaistos.